# Геймаркет (Вірджинія)
Геймаркет (англ. Haymarket) — місто (англ. town) в США, в окрузі Принс-Вільям штату Вірджинія. Населення — 1545 осіб (2020).

## Географія
Геймаркет розташований за координатами 38°48′44″ пн. ш. 77°38′11″ зх. д. / 38.81222° пн. ш. 77.63639° зх. д. (38.812299, -77.636398).  За даними Бюро перепису населення США в 2010 році місто мало площу 1,46 км², уся площа — суходіл.

## Демографія
Згідно з переписом 2010 року, у місті мешкали 1782 особи в 585 домогосподарствах у складі 460 родин. Густота населення становила 1225 осіб/км².  Було 621 помешкання (427/км²).
Расовий склад населення:
| - 73,3 % — білих - 10,1 % — азіатів - 8,1 % — чорних або афроамериканців - 0,5 % — корінних американців - 0,1 % — вихідців з тихоокеанських островів - 3,1 % — осіб інших рас |

До двох чи більше рас належало 4,7 %. Частка іспаномовних становила 9,7 % від усіх жителів.
За віковим діапазоном населення розподілялося таким чином: 31,8 % — особи молодші 18 років, 63,8 % — особи у віці 18—64 років, 4,4 % — особи у віці 65 років та старші. Медіана віку мешканця становила 32,2 року. На 100 осіб жіночої статі у місті припадало 97,3 чоловіків;  на 100 жінок у віці від 18 років та старших — 91,3 чоловіків також старших 18 років.
Середній дохід на одне домашнє господарство  становив 129 963 долари США (медіана — 124 167), а середній дохід на одну сім'ю — 136 901 долар (медіана — 128 194). Медіана доходів становила 80 000 доларів для чоловіків та 59 241 долар для жінок. За межею бідності перебувало 2,7 % осіб, у тому числі 1,7 % дітей у віці до 18 років та 14,5 % осіб у віці 65 років та старших.
Цивільне працевлаштоване населення становило 1094 особи. Основні галузі зайнятості: освіта, охорона здоров'я та соціальна допомога — 18,6 %, науковці, спеціалісти, менеджери — 16,9 %, публічна адміністрація — 12,9 %.